# 高蓬镇
高蓬镇，是中华人民共和国河北省保定市定州市下辖的一个乡镇级行政单位。

## 行政区划
高蓬镇下辖以下地区：
北高蓬社区村、南高蓬村、李辛庄村、七堡村、位村、王家庄村、小章村、马村、李家庄村、孙家庄村、六家庄村、钮店村社区村、东牛村、西牛村、曹家庄村和富村。